# Volkswagen Motorsport
Volkswagen Motorsport – niemiecki fabryczny zespół wyścigowy startujący w Rajdowych Mistrzostwach Świata. Poza WRC zespół pojawia się również w innych seriach wyścigowych, takich jak np. 24h Nürburgring Nordschleife czy ADAC Formel Masters. Siedziba zespołu znajduje się w Hanowerze.

## Historia
Zespół zadebiutował w Rajdowych Mistrzostwach Świata w 1978 roku, kiedy to Jochi Kleint wystartował w Rajdzie Wielkiej Brytanii w samochodzie Volkswagen Golf GTI. Jednak regularne starty zespół rozpoczął dopiero w 1984 roku, kiedy to uplasował się na ósmym miejscu w klasyfikacji konstruktorów. Największy sukces w latach 80. odniósł w 1986 roku, będąc wówczas trzecim producentem na świecie (z Kennethem Erikssonem oraz Franzem Wittmannem w składzie). 1990 rok był ostatnim dla Volkswagena Golfa w Rajdowych Mistrzostwach Świata.
Ekipa powróciła do ścigania w 2002 w JWRC wystawiając Volkswagen Polo S1600. Startowała jednak jedynie dwa lata odnosząc jedno zwycięstwo w Rajdzie Turcji 2003 (Kosti Katajamäki).
W sezonie 2011 zespół wystawił pod swoim szyldem w czterech rajdach dwa samochody Škoda Fabia S2000. Rok później Sébastien Ogier zaliczył już pełny sezon plasując się na dziesiątej pozycji w klasyfikacji kierowców. Andreas Mikkelsen był czternasty. W 2012 roku zdecydowano się zbudować samochód w pełni spełniający normy WRC i tym samym dołączyć do stawki najwyższej klasy Rajdowych Mistrzostw Świata. Samochodem tym jest Volkswagen Polo R WRC. Już w 2013 roku pozwolił on zespołowi wygrać dziesięć na trzynaście rajdów, a Sébastien Ogier z dorobkiem 290 punktów został nowym Rajdowym Mistrzem Świata. Jari-Matti Latvala był trzeci.